# Chen Xinyu
Chen Xinyu (Chino simplificado: 陈欣予) más conocida como Maggie Chen, es una actriz china.

## Biografía
Estudió en el Instituto de Artes Visuales de Shanghái (inglés: "Shanghai Institute of Visual Art"). 

## Carrera
Es miembro de la agencia "Shanghai Youhug Media".
En julio del 2016 se unió al elenco de la serie Ice Fantasy donde interpretó a Chao Ya, la Reina de la Tribu Espiritual y la prometida de Liao Jian (Liu Dongqin).
En julio del mismo año apareció en la película So Young 2: So You're Still Here (también conocida como "Never Gone") donde dio vida a Zheng Xiao Tong.
En marzo del 2017 se unió al elenco de la serie Ice Fantasy Destiny donde interpretó a Yang Da, la reencarnación de Chao Ya.
En septiembre del mismo año se unió al elenco recurrente de la serie Delicious Destiny donde dio vida a Ye Yi Lan, la amiga de la infancia de Li Yu Zhe (Mike Angelo). Yi Lan es una mujer que duda sobre el amor y no tiene problemas en cometer faltas cuando lo necesita.
En octubre del mismo año se unió al elenco recurrente de la serie Rule the World donde dio vida a Ula Nara Abahai, la sobrina de Ula Nara Bujantai (Yan Zi-dong), así como la cuarta consorte principal de Nurhaci (Jing Gangshan) y la madre de Aisin Gioro Dorgon (Qu Chuxiao) y Aisin Gioro Dodo (Huang Deyi).
En 2018 se unió al elenco recurrente de la serie Summer's Desire donde interpretó a Yao Shu Er, la mentora y buena amiga de Yin Xiamo (Zhang Xueying).
En febrero del 2019 se unió al elenco de la serie Heavenly Sword and Dragon Slaying Sabre donde dio vida a Yin Susu, la madre de Zhang Wuji (Zeng Shunxi).
En mayo del mismo año se unió al elenco principal de la serie Princess Silver donde interpretó a Hen Xiang, una asesina de la secta Tian Chou y la leal subordinada y confidente del general Fu Chou (Jing Chao), cuya verdadera identidad es Qin Xiang, la hermana menor de Rong Le (Zhang Xueying), hasta el final de la serie el 26 de junio del mismo año.
El 27 de mayo del mismo año se unió al elenco de la serie Unstoppable Youth donde dio vida a Qiu Yanya, hasta el final de la serie el 2 de enero del 2020.
En el 2020 se unirá al elenco de la serie My Talent Neighbour (走起我的天才街坊) donde interpretará a Song Yiwen.

## Filmografía

### Series de televisión
| Año             | Título                                  | Personaje                  | Notas |
| --------------- | --------------------------------------- | -------------------------- | ----- |
| 2020 - presente | My Talent Neighbour                     | Song Yiwen                 |       |
| 2019 - 2020     | Unstoppable Youth                       | Qiu Yanya                  |       |
| 2019            | Princess Silver                         | Hen Xiang                  |       |
| 2019            | Heavenly Sword and Dragon Slaying Sabre | Yin Susu                   |       |
| 2018            | Summer's Desire                         | Yao Shu Er                 |       |
| 2017            | Rule the World                          | Emperatriz Ula Nara Abahai |       |
| 2017            | Delicious Destiny                       | Ye Yi Lan                  |       |
| 2017            | Ice Fantasy Destiny                     | Yang Da / Chao Ya          |       |
| 2016            | Ice Fantasy                             | Princesa Chao Ya           |       |
| 2016            | Little Husband                          | Shan Shan                  |       |
| 2016            | The Imperial Doctress                   | Du Shu Yue                 |       |
| 2016            | The Boss is Coming (老板来了)           | -                          |       |
| 2015            | Ladies and Boys (淑女涩男)              | Tian Yi                    |       |
| 2015            | Lady & Liar                             | Madam Du                   |       |
| 2015            | My Sunshine                             | Xu Ying (de adolescente)   |       |
| 2015            | Po Zhen (破阵)                          | -                          |       |
| 2015            | Secrets of Women (女人的秘密)           | -                          |       |
| 2014            | The Master of the House                 | Cheng Wei Feng             |       |
| 2013            | Prince of Lan Ling                      | Missy Liu                  |       |

### Películas
| Año  | Título     | Personaje      | Notas                                                          |
| ---- | ---------- | -------------- | -------------------------------------------------------------- |
| 2016 | Never Gone | Zheng Xiaotong | junto a Kris Wu, Liu Yifei, Qiao Renliang, Li Qin y Jin Shijia |

### Programa de variedades
| Año  | Título                                               | Notas |
| ---- | ---------------------------------------------------- | ----- |
| 2015 | The Dream Team to China and South Korea (中韩梦之队) | -     |